# Cơ cấu phối khí xupap đặt

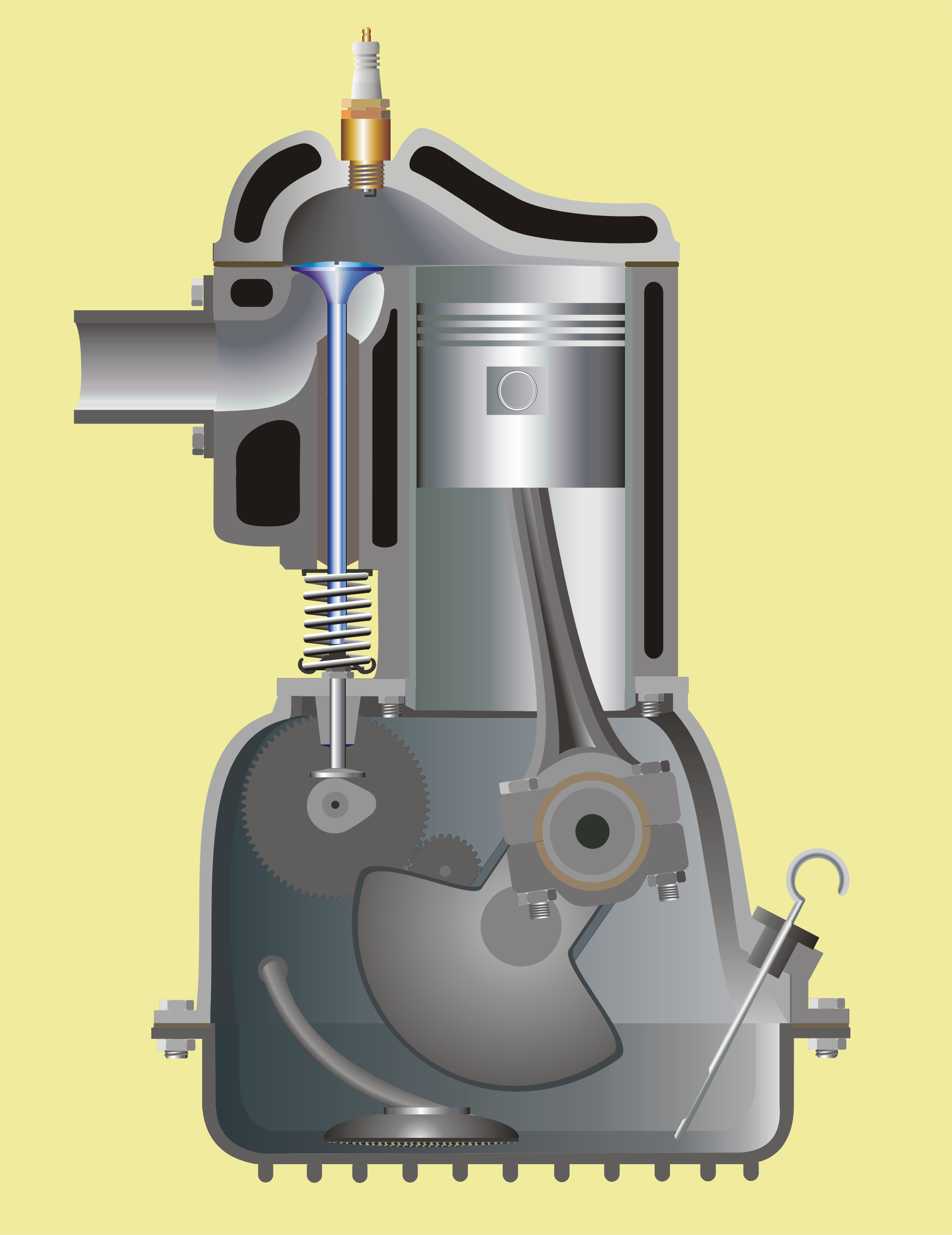
Cơ cấu phối khí xupap đặt

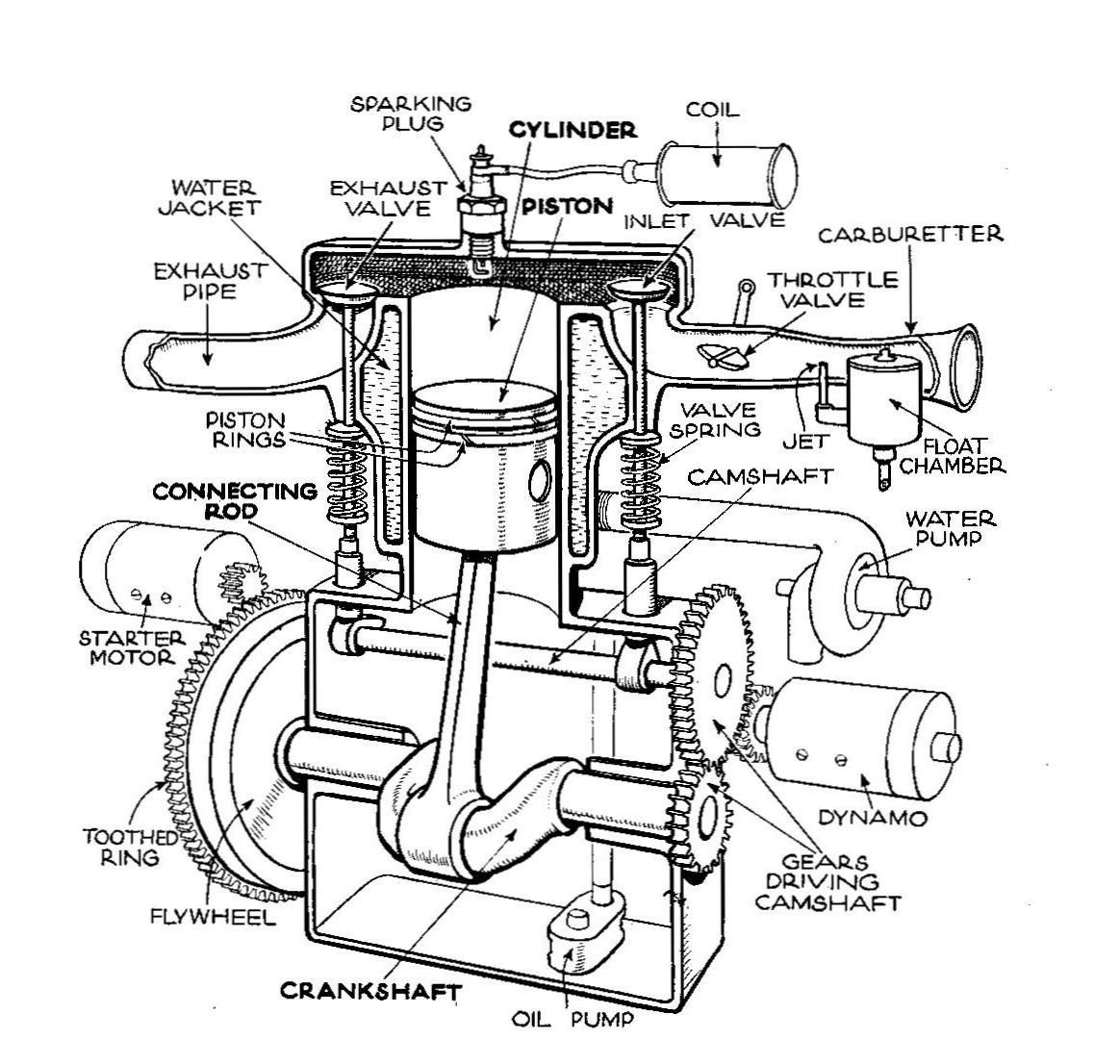
Một động cơ đốt trong sử dụng cơ cấu phối khí xupap hông

Cơ cấu phối khí xupap đặt, hay còn gọi là cơ cấu phối khí xupap hông (tiếng Anh: sidevalve) là cơ cấu phân phối khí của động cơ đốt trong với các xupap đặt trong khối động cơ, thay vì trên nắp xi lanh (như trong cơ cấu xupap treo). Động cơ đốt trong sử dụng cơ cấu phối khí xupap hông được gọi là "động cơ nắp phẳng" (flathead engine), do không có cơ cấu xupap trên nắp xi lanh, hoặc "động cơ xupap hông" (sidevalve engine).
Cơ cấu phối khí này là một khái niệm thiết kế thuở sơ khai, ngày nay hầu như không còn được sử dụng. Tuy nhiên, kiểu cơ cấu phối khí này đang dần được sử dụng trở lại ở các động cơ khí vòng tua thấp như D-Motor.